# توران (استان ساسانی)

نقشه استان‌های جنوب شرقی شاهنشاهی ساسانی.

توران یا تورستان یک استان شاهنشاهی ساسانی بود که در پاکستان امروزی قرار داشت. این استان بیشتر توسط مردم هندی مسکونی شده بود،  و هم‌مرز پارادان در غرب، هند در شرق، سکستان در شمال، و مکران در جنوب بود.  شهر و بنای اصلی استان باوترنا (خوزدار / قوزدار) بود.  این استان در ابتدا پیش از آنکه به نخستین پادشاه ساسانیان اردشیر بابکان (حک. ۲۲۴–۲۴۲) تسلیم شود، یک پادشاهی مستقل بود.  این استان توسط سکانشاه اداره می‌شد، و نخستین نمونه بارز نوه اردشیر بابکان، نرسه بود.   این استان در کتیبه شاپور اول در کعبه زرتشت ذکر شده‌است. 
مورخ قرن نوزدهم ویلهلم توماشک پیشنهاد کرد که نام توران احتمالاً از واژه ایرانی tura(n) به معنی «سرزمین خصمانه و غیر ایرانی» گرفته شده‌است.  این نام همچنین در شاهنامه برای نشان دادن سرزمین‌های بالای خراسان و رودخانه آمودریا که بعداً به عنوان سرزمین ترک‌ها و سایر غیر ایرانی‌ها شناخته شد، مورد استفاده قرار گرفت. 